# Stichting Pensioenfonds ABP
Stichting Pensioenfonds ABP, meestal afgekort tot ABP, is het pensioenfonds voor de overheid en het onderwijs. ABP staat voor Algemeen Burgerlijk Pensioenfonds, tot 1966 de naam van de stichting. Het ABP is het grootste pensioenfonds van Nederland: alle ambtenaren, ook de gepensioneerden, zijn erbij aangesloten. Militaire pensioenen opgebouwd vóór 1 juni 2001 hebben overigens geen kapitaaldekking en komen bij uitbetaling ten laste van de defensiebegroting.
Het ABP had eind 2023 een vermogen van 501 miljard euro, waarmee het het op twee na grootste pensioenfonds ter wereld is. Het hoofdkantoor van het ABP is gevestigd in Heerlen. De Nederlandsche Bank houdt toezicht op het ABP. In andere Europese landen is deze vorm van een overheidspensioenfonds op basis van het kapitaaldekkingsstelsel onbekend.
De uitvoering van de administratie en het vermogensbeheer is in handen gelegd van pensioenuitvoerder APG.

## Geschiedenis

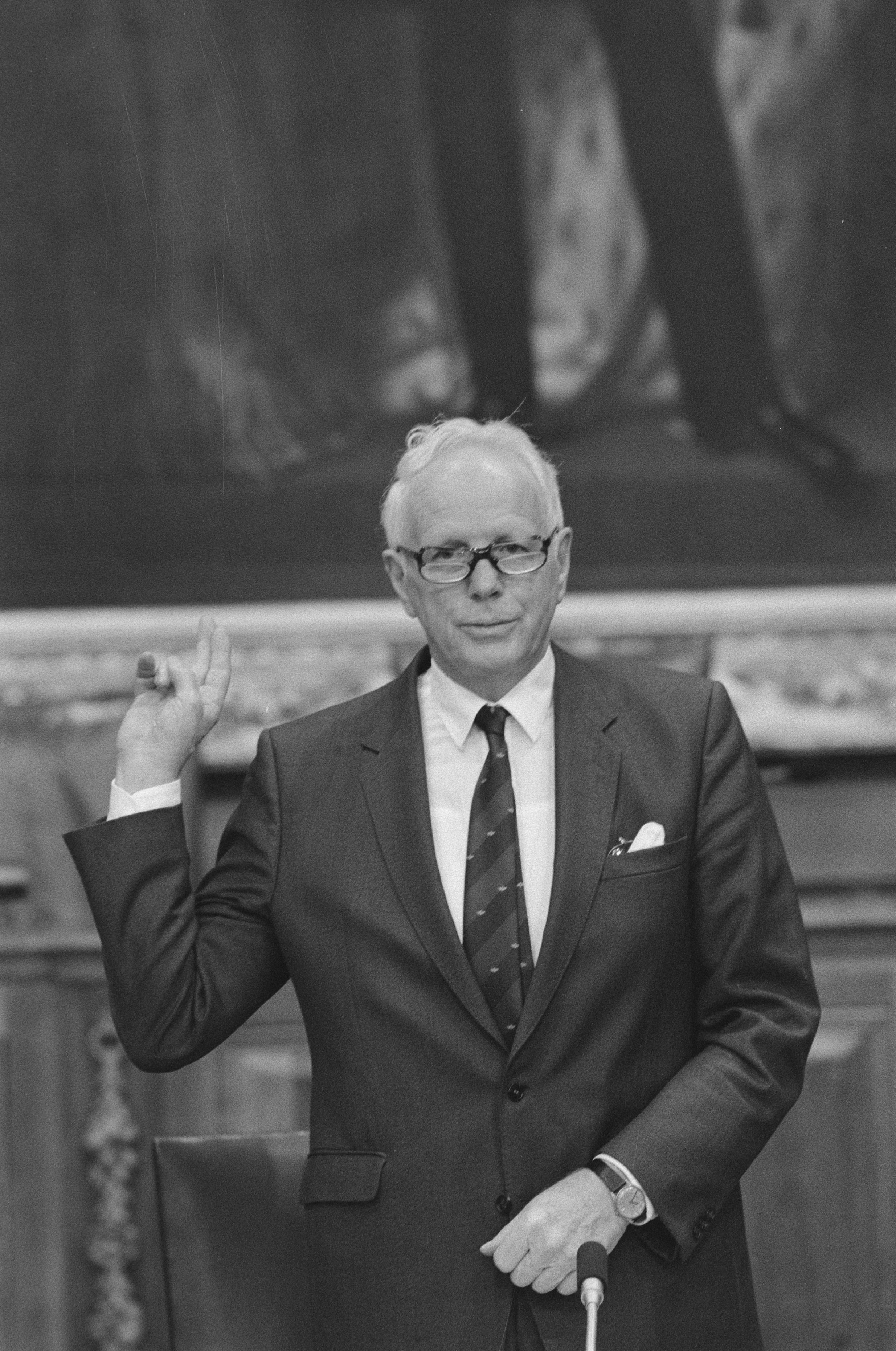
Masson legt op 3 september 1987 de eed af voor de Parlementaire enquête naar bouwsubsidies.

Het ABP werd in 1922 opgericht onder de naam Algemeen Burgerlijk Pensioenfonds. De oprichting was het gevolg van de in dat jaar aangenomen Pensioenwet die de pensioenen van ambtenaren regelde. Het pensioenfonds viel onder de verantwoordelijkheid van de minister van Binnenlandse Zaken en belegde conservatief: driekwart van het geld werd belegd in Nederlandse staatsobligaties, de rest in onroerend goed en aandelen.
Het ABP verhuisde in het kader van de spreiding rijksoverheidspersoneel onder staatssecretaris Chris van Veen in 1969 van Den Haag naar Heerlen.
Het ABP kwam vanaf 1983 in opspraak door aanhoudende berichten over grootschalige fraude, dat werd de ABP-affaire1-4-2012. De beschuldigingen leidden in de jaren van 1986 tot 1988 tot strafrechtszaken bij de Rechtbank Maastricht en het Gerechtshof 's-Hertogenbosch en kregen veel aandacht in de media. ABP-directeur beleggingen Ed Masson (1922-1994) werd uiteindelijk in 1988 in hoger beroep vrijgesproken van het ontvangen van steekpenningen, maar het honderdduizend pagina's tellende dossier maakte duidelijk dat er in die tijd veel mis was bij het ABP, dat door het NRC Handelsblad als 'een oncontroleerbare kolos, waar willekeur, wanbeheer en geldsmijterij de boventoon voerde' werd omschreven. Daarnaast zou het Rijk te veel subsidie hebben betaald voor woningbouwprojecten waar het ABP bij betrokken was, wat leidde tot de Parlementaire enquête naar bouwsubsidies (1986-88) en het aftreden van staatssecretaris Gerrit Brokx.
De prudente beleggingsstrategie, de beperkte productinnovatie en het feit dat de overheid nogal eens een greep deed in de spaarpot van het ABP als de overheidsfinanciën tekortschoten, leidde begin jaren negentig tot een tekort bij het ABP van dertig miljard gulden. Dit was de reden om het ABP op afstand van de overheid te plaatsen.
In 1996 werd het ABP geprivatiseerd; de organisatie werd een zelfstandige stichting. Volgens een rapport van de Algemene Rekenkamer werd het fonds hierbij voor 32,96 miljard gulden benadeeld, dit heet in de volksmond nog steeds de pensioenroof bij het ABP. Na de verzelfstandiging is de beleggingsstrategie van het ABP sterk veranderd: na 1996 belegde het ABP nog maar zo'n veertig procent van het vermogen in obligaties, de overige gelden werden en worden belegd in onroerend goed en meer risicovolle beleggingen zoals aandelen, maar ook hedgefondsen en private equity.
Het ABP is op 1 januari 2004 overgegaan van een eindloonsysteem naar het hierboven uiteengezette middelloonsysteem. Als de opbouw eerder is gestopt geldt hiervoor het eindloonsysteem nog. Als de opbouw op 1 januari 2004 nog doorliep dan bedraagt de pensioenopbouw vóór 2004 per pensioengeldig jaar 1,75% van de premiegrondslag, gebaseerd op het pensioengevend inkomen begin 2004.
In 2006 is de FPU-regeling met de Vervroegde uittreding en prepensioen (Wet VPL) voor werknemers, die na 1949 zijn geboren zijn, afgeschaft. De FPU was de opvolger van de VUT. Deze werknemers kunnen nog wel eerder stoppen met werken, maar moeten hun vervroegde uittreding volledig zelf financieren. De FPU was voorheen deels zelf gefinancierd, maar het grootste deel werd gefinancierd middels een omslagstelsel. Bovendien konden werknemers het deel dat ze zelf moesten financieren fiscaal gunstig opbouwen. Net als het ouderdomspensioen werd de premie bruto betaald en werd er pas belasting betaald bij uitkering. De mogelijkheid om eerder te stoppen met werken is gebleven, maar het omslagstelsel is vervallen.
In maart 2008 werd de uitvoering van de pensioenregeling ondergebracht in een zelfstandige uitvoeringsorganisatie Algemene Pensioen Groep NV (APG). De splitsing was nodig omdat het ABP via Loyalis verzekeringen aanbood en aanbiedt en zo concurreerde met andere verzekeringsmaatschappijen. De maatschappijen beschouwden dat als oneerlijke concurrentie omdat het ABP een groot aantal 'gedwongen' klanten heeft. Nu wordt het verplichte pensioen door een andere organisatie uitgevoerd dan de vrijwillige verzekeringen. In mei 2019 werd Loyalis overgenomen door ASR Nederland voor circa 450 miljoen euro.
Tot 2011 waren ABP en Pensioenfonds Zorg en Welzijn eigenaar van AlpInvest. AlpInvest houdt zich onder andere bezig met private equity. AlpInvest kwam diverse keren negatief in het nieuws vanwege de risicovolle beleggingen en de hoge bonussen voor de directie. AlpInvest is in 2011 verkocht aan The Carlyle Group.
Tot 1 juli 2014 had ABP een deelnemersraad en een werkgeversraad. De deelnemersraad bestond uit 36 personen: 24 vertegenwoordigers van actieven of premiebetalers en 12 vertegenwoordigers van gepensioneerden of pensioenontvangers. Alle leden van de deelnemersraad waren gelieerd aan een vakbond. De werkgeversraad vertegenwoordigde werkgevers binnen overheid en onderwijs, de raad bestond uit 21 personen. Zij vertegenwoordigden bijvoorbeeld het hoger en voortgezet onderwijs, universiteiten, het Rijk, de politie enzovoorts. Vanaf 1 juli 2014 zijn beide raden opgegaan in het Verantwoordingsorgaan.
Het ABP is van plan per 1 januari 2027 over te stappen op het vernieuwde pensioenstelsel. Het pensioen gaat vanaf dan omhoog als het goed gaat met de economie, en omlaag als het economisch tegenzit. Er komen regels om te voorkomen dat pensioenen te hard kunnen dalen en het ABP zet geld opzij om te grote dalingen te matigen (te spreiden in de tijd).

## Bestuur en toezicht
Het algemeen bestuur bestaat uit zestien personen, waarvan drie uitvoerende bestuurders, twaalf niet-uitvoerende bestuurders en een onafhankelijk voorzitter. De uitvoerende bestuurders zijn onafhankelijke professionals, zij nemen de dagelijkse gang van zaken voor hun rekening. De niet-uitvoerende bestuurders vertegenwoordigen de werknemers (4 leden), werkgevers (5 leden) en gepensioneerden (3 leden). Zij houden toezicht op de uitvoerende bestuurders. het algemeen bestuur is verantwoordelijk voor strategie en beleid van het pensioenfonds waarbij zij de belangen van alle deelnemers meeneemt.
Het verantwoordingsorgaan van het ABP bestaat uit 48 leden vanuit werknemers, werkgevers en gepensioneerden. Dit orgaan adviseert het bestuur vooraf over het beleid en beoordeelt achteraf of het bestuur goed gehandeld heeft.

### Bestuursvoorzitters
- Bert de Vries van juni 1997 tot 1 september 2001 (parttime)
- Elco Brinkman van 1 september 2001 tot 1 april 2009 (parttime, gemiddeld 1 dag per week)
- Harry Borghouts vanaf 1 april 2009 tot 1 augustus 2009
- Ed Nijpels vanaf 1 augustus 2009 tot 19 februari 2011
- Henk Brouwer per 1 januari 2012 tot 1 juni 2014
- Corien Wortmann van 1 januari 2015 tot 1 januari 2023
- Loek Sibbing, vanaf 1 januari 2023[13]

In 2001 werd Elco Brinkman voorzitter, ABP koos voor een voorzitter met een flink netwerk in Den Haag. Op 1 april 2009 werd Brinkman opgevolgd door waarnemend voorzitter Harry Borghouts, toen Commissaris van de Koningin in Noord-Holland. Een groep ABP-leden, verenigd in de Nederlandse Bond voor Pensioenbelangen (NBP), verzette zich tegen zijn benoeming. De NBP twijfelde aan zijn deskundigheid en betrouwbaarheid, waarbij de bond zich baseerde op de misstappen die Borghouts beging als commissaris van de Koningin en als voorzitter van de raad van toezicht van de IJsselmeerziekenhuizen. Als gevolg van de affaire Icesave/Landsbanki, die de provincie Noord-Holland 78 miljoen euro heeft gekost, besloot Borghouts eind juni 2009 om een aantal nevenfuncties te laten vallen, waaronder die van waarnemend voorzitter van het ABP. Provinciale Staten van Noord-Holland vond dit onvoldoende en dreigde met een motie van wantrouwen als Borghouts niet ook zijn functie als lid van bestuur van het ABP zou opgeven. Dit deed hij op 1 augustus 2009.
Borghouts werd opgevolgd door Ed Nijpels, de voormalige VVD-fractieleider, minister, burgemeester en Commissaris van de Koningin van Friesland. Ook deze benoeming stuitte op verzet van de NBP. Net als zijn voorgangers, Harry Borghouts en Elco Brinkman, grossiert Nijpels in bestuursfuncties en heeft hij geen verstand van pensioen, aldus de NBP. De vicevoorzitter van het ABP, Xander den Uyl, zoon van wijlen Joop den Uyl, verdedigde de keuze voor Nijpels. Volgens Den Uyl hoeft een voorzitter van het ABP geen financieel of pensioenexpert te zijn. Het pensioenfonds wilde vooral iemand met een netwerk in Den Haag en aan dat profiel voldeed Nijpels. Medio februari 2010 maakte Nijpels zijn aftreden bij het ABP bekend, dit was een paar dagen na een uitzending van het programma Reporter van de KRO waarin de val van DSB onder de loep genomen werd. Volgens Nijpels zouden de onderzoeken naar de DSB, waar hij tot september 2009 commissaris was, hem hinderen in zijn functioneren als voorzitter. Zijn vertrek werd gemotiveerd door de negatieve beeldvorming in de media rond zijn persoon, hetgeen het ABP zou kunnen schaden, aldus Nijpels.

## Deelnemers
In 2023 telde ABP in totaal 3,1 miljoen deelnemers. Hiervan zijn er 1,3 miljoen actieve deelnemers, dus mensen die premie betalen, 0,8 miljoen mensen die ooit pensioen bij het ABP hebben opgebouwd en daarom nog pensioen tegoed hebben en 1,0 miljoen gepensioneerden.
De deelnemers vormen het personeel bij wat wordt aangeduid als overheid en onderwijs, afgekort O & O. Voor de gehele O & O geldt dat de werkgevers eigenrisicodrager voor de WW zijn.
De sectoren waar het personeel onder het ABP valt, zijn:
- De sectoren Rijk, provincies, gemeenten, waterschappen, defensie, politie, rechterlijke macht en publiekrechtelijke ZBO’s, met uitzondering van het UWV. Het personeel heeft een ambtelijke aanstelling, het zijn ambtenaren die vallen onder de Ambtenarenwet.
- De sectoren MBO en HBO, en de privaatrechtelijke ZBO’s die zogeheten B3-lichamen zijn. Het personeel heeft een arbeidsovereenkomst.
- De sectoren PO, VO, WO, onderzoekinstellingen en tot 1 jan 2014 de universitair medische centra. Elk van deze sectoren is verdeeld in een publiekrechtelijk deel en een privaatrechtelijk deel. Dit laatste bestaat vooral uit het bijzonder onderwijs in de genoemde sectoren.

Er is een Stichting VSO Verbond van sectorwerkgevers VSO, waarin deelnemen: de minister van Onderwijs, als werkgever van het voortgezet en primair onderwijs; de minister van Defensie, als werkgever van de sector defensie; de minister van Veiligheid en Justitie als werkgever van de sector rechterlijke macht; de VNG als werkgever van de sector gemeenten; het IPO als werkgever van de sector provincies; de Unie van Waterschappen als werkgever van de sector waterschappen; de HBO-raad als werkgever van de sector hoger beroepsonderwijs; de VSNU als werkgever van de sector universiteiten; de NFU als werkgever van de sector universitair medische centra; de WVOI als werkgever van de sector onderzoeksinstellingen; de MBO Raad als werkgever van de sector middelbaar beroepsonderwijs en de minister van Binnenlandse Zaken en Koninkrijksrelaties als werkgever van de sectoren rijk en politie.
Sommige werkgevers binnen O & O maken ook wel gebruik van uitzendkrachten, gedetacheerden en payrollers. Ze zijn dan niet de formele werkgever, en voor de werknemer gelden de arbeidsvoorwaarden van hun formele werkgever: het uitzendbureau, detacheerbureau of payrollbedrijf. Dit betekent onder meer dat ze niet onder het ABP vallen en dat ook bovenwettelijke werkloosheidsuitkeringen vaak niet van toepassing zijn. Het betekent ook dat de O & O - opdrachtgever, de feitelijke werkgever, na afloop niet de eventuele WW-uitkering hoeft te betalen.
Er is een inhuurnorm: ministeries mogen niet meer dan 13 procent van hun personeelsbudget besteden aan het inhuren van externe krachten of moeten anders uitleggen waarom dat nodig was.

## Beleggingen
Per eind 2023 was het belegd vermogen 500 miljard euro. Bij de keuze van de beleggingen kiest ABP voor rendement, risico, kosten en duurzaamheid. In 2023 bestond de portefeuille voor 40% uit vastrentende waarden, voor 30% uit aandelen, 20% uit alternatieve beleggingen, denk hierbij aan private equity, grondstoffen en infrastructuur, en voor 10% in vastgoed.

### Maatschappelijk verantwoord ondernemen
De Nederlandse overheid roept organisaties op tot maatschappelijk verantwoord ondernemen (mvo) en sluit aan bij Organisatie voor Economische Samenwerking en Ontwikkeling (OESO). OESO heeft mvo-aanbevelingen opgesteld, de zogenaamde OESO-richtlijnen. Deze richtlijnen maken duidelijk wat overheden van het gedrag van organisaties verwachten. Sustainable Development Goals (SDG, Duurzameontwikkelingsdoelstellingen) van de Verenigde Naties (VN) zijn vaak leidend in hun mvo-verslaglegging. Als grote belegger roept het ABP bedrijven op aan deze doelstellingen te voldoen. Het ABP zegt ook het stemrecht als aandeelhouder hiervoor te gebruiken en legt het vast hoe er is gestemd.
Het ABP hanteert een uitsluitingsbeleid, en belegt niet in wapens verboden volgens internationale verdragen, kernwapens, tabaksfabrikanten en staatsobligaties in landen met VN of EU wapenembargo.
In het kader van verantwoord ondernemen is het ABP aangesloten bij een aantal organisaties:
- IMVB convenant, hiering leggen pensioenfondsen ESG-beleid vast
- PRI, Principles for Responsible Investment, zet zich in voor het integreren van prestaties op het gebied van mens, milieu en ondernemingsbestuur in de beleggingsbeslissingen
- Climate Action 100+ grote beleggers met 54 triljard dollar in beheer, proberen samen druk uit te oefenen op de grote CO2-uitstoters.
- Eumedion behartigt de belangen van institutionele beleggers tov corporate governance en duurzaamheid.
- CHRB, Corporate Human Rights Benchmark, is door het ABP en andere beleggers opgericht
- Tobacco Free Portfolios, staat voor een tabaksvrije wereld, ABP is lid adviesraad
- OESO internationaal samenwerkingsverband met als doel zich te verdiepen in economische, sociale en ecologische veranderingen
- VBDO Nederlandse vereniging van beleggers die zich richt op duurzaamheid

#### Klimaat
Tijdens de klimaattop in Parijs in 2015 riep het ABP bedrijven op de uitstoot van CO2 te verlagen. José Meijer, vicevoorzitter ABP, sprak de ambitie uit zelf de CO2-footprint in vijf jaar met 25% te verlagen.
Het ABP vermeldde in het jaarverslag van 2020 zich op drie transities te richten:
1. Klimaatverandering en overgang naar duurzame energie
2. Behoud natuurlijke grondstoffen
3. Digitalisering van de samenleving

De bijdrage aan SDG's was 16,4% in 2020 met als doel 20% in 2025. Het ABP heeft € 13,8 miljard belegd in duurzame energie, in 2025 streeft men naar € 15 miljard. Het is volgens de VBDO het meest duurzame pensioenfonds van Nederland.
Er waren in 2021 verschillende acties van pensioendeelnemers die protesteerden tegen de aandelenbelangen in diverse fossiele energie bedrijven. Volgens actievoerders, waaronder docenten, hoogleraren en ambtenaren, heeft het ABP een belang van € 15 miljard in olie-, gas- en kolenbedrijven. In 2019 stemde het ABP als enige pensioenfonds niet mee met de klimaatresolutie van Follow This tijdens de aandeelhoudersvergadering van Shell. Het protest had effect, eind oktober 2021 maakte het ABP bekend dat de beleggingen in steenkool-, olie- en gasbedrijven gaat verkopen. Volgens bestuursvoorzitter Corien Wortmann was doorgaan op dezelfde – fossiele – weg, onverantwoord. Rapporten van het Intergovernmental Panel on Climate Change (IPCC, "in 2030 wordt 1,5°C opwarming bereikt") en het Internationaal Energieagentschap ("geen nieuwe exploratie van olie en gas") gaven de doorslag. In 2022 stemde ABP wel voor de klimaatresolutie van Follow This bij Shell. In 2023 heeft ABP de laatste beleggingen in bedrijven in de fossiele industrie verkocht.

### Significante beleggingsevents

#### Pensioencrisis van 2000
Eind 2000 stortten de beurzen in doordat de internetzeepbel knapte met een daling van het rendement tot gevolg waardoor de dekkingsgraad zakte onder de honderd procent. Sindsdien eiste de politiek meer zekerheid, pensioenfondsen moesten voortaan minstens 105 procent dekking aanhouden, deze 105 procent geldt alleen voor beleggingen in veilige obligaties. Voor beleggingen met meer risico eist De Nederlandsche Bank een hogere buffer van 125 procent. In 2005 was de dekkingsgraad weer gestegen naar 119 procent, de pensioenen waren toen al vijf jaar vrijwel niet geïndexeerd en ook de premies stegen omdat indexatie van bestaande pensioenen en premieverlaging pas is toegestaan bij een dekkingsgraad van 125 procent. Bij een dekkingsgraad van meer dan 140 procent mag het ABP de pensioenen weer volledig aanpassen aan de loonontwikkeling.

#### Kredietcrisis van 2008
In de tweede helft van 2007 werd de kredietcrisis merkbaar, van begin 2008 tot en met september 2008 verloor het ABP € 22 miljard op de beleggingsportefeuille. In 2007 stond de dekkingsgraad nog op 140%, maar in 2008 zakte de dekkingsgraad met bijna 60% naar een dieptepunt van 83% in februari 2009. Door de crisis op de financiële markten rendeerden de beleggingen minder dan verwacht, bovendien had het ABP te riskant belegd, onder andere via de aan haar gelieerde investeringsmaatschappij Alpinvest. Eind maart kwam het ABP met een herstelplan, dit plan behelsde: minder riskant beleggen, geen indexatie van de pensioenen en ophoging van de pensioenpremie met 3%-punt, van 20% van het inkomen van werknemers naar 23%. Het ABP kondigde aan de pensioenen pas weer deels te indexeren als de dekkingsgraad het wettelijk minimum van 105% bereikt had, het ABP dacht daar in maart 2009 vijf jaar voor nodig te hebben. Volledige indexatie van de pensioenen vindt pas plaats bij een dekkingsgraad vanaf 125%. In juli 2009 ging de premie met 1%-punt omhoog en zei het ABP de premie vanaf 1 januari 2010 nog eens 2%-punt te verhogen. In realiteit steeg de premie minder dankzij gunstige beleggingsresultaten. Wat betreft de risicovolle investeringen zei het ABP toe drie procent van zijn vermogen te verschuiven van risicovolle beleggingen naar obligaties, infrastructuur en hedgefondsen. Obligaties zijn inderdaad minder risicovol, dat kan van infrastructuur en hedgefondsen niet gezegd worden. Het ABP besloot in 2007 het renterisico voor 25% af te dekken.
In december 2012 bereikte het ABP een overeenkomst met de Amerikaanse bank JPMorgan Chase & Co. In 2006 en 2007 had het ABP zeer risicovolle beleggingen gekocht en ABP stelde dat zij beleggingen in hypotheken had aangekocht op basis van valse en misleidende informatie van de bank. Ondanks dat JPMorgan Chase deze claims ontkende, bereikte de bank en het ABP toch een schikking. Er is geen openheid gegeven over de inhoud van de schikking. De in de woorden van ABP 'rommelbeleggingen' werden in 2006 en 2007 aangekocht door het aan ABP gelieerde AlpInvest. De leiding van AlpInvest ontving over 2007 nog een bonus van € 112 miljoen o.a. voor de aankoop van deze achteraf slechte producten. Op 19 april 2013 bereikten Goldman Sachs en het ABP een schikking in hun RMBS-zaak. Op 31 oktober kwamen de laatste twee schikkingen naar buiten met Credit Suisse en Morgan Stanley. Over de exacte hoogte van alle schikkingen zijn geen mededeling gedaan.
Van een tweede verhoging van de premie (met 2%-punt per 1 januari 2010) zou het ABP afzien als de dekkingsgraad 105% zou zijn op 31 december 2009. Op 30 september 2009 bereikte het ABP die dekkingsgraad van 105% en op 31 december 2009 was de dekkingsgraad 109%. Gegeven de toezeggingen van het ABP in 2009 zou het ABP met deze dekkingsgraad moeten afzien van verhoging van de premie, ook zou het ABP de uitkeringen deels moeten indexeren. In januari 2010 kwam het ABP echter met het bericht dat de levensverwachting van deelnemers de afgelopen drie jaar zoveel was gestegen dat het ABP haar pensioenverplichtingen met € 11 miljard moest verhogen. Dit verlaagde de dekkingsgraad van 109% naar 104% en hierdoor kon het ABP de premie toch verhogen en afzien van indexering van de bestaande pensioenen.

#### Europese staatsschuldencrisis van 2010
De Europese staatsschuldencrisis van 2010 brak uit toen bleek dat Griekenland een staatsschuld had die veel hoger was dan de Grieken jarenlang hadden voorgespiegeld. De hoge Griekse staatsschuld leidde tot een daling van de waarde van de euro en een daling van Griekse waardepapieren. Het ABP bezat op dat moment € 2,3 miljard euro Griekse staatsschulden die sterk in waarde daalden. In april 2010 deed zich de olieramp in de Golf van Mexico voor. BP was voor deze ramp verantwoordelijk en ABP had voor € 570 miljoen in BP belegd. De beleggingen in Griekenland en BP en de daling van de waarde van de euro veroorzaakten een daling van de dekkingsgraad naar 96% in mei 2010. Dat betekende dat de pensioenen weer niet werden geïndexeerd en het ABP mocht volgens de toezichthouder DNB niet meer meewerken aan waarde-overdracht van pensioenen naar andere fondsen. Dit verbod vervalt als de dekkingsgraad stijgt.
Op 19 januari 2012 maakte ABP een dekkingsgraad van 94% bekend per ultimo 2011. Dit was onvoldoende en aanleiding voor extra maatregelen. Op 1 februari kondigde ABP een mogelijke pensioenverlaging van 0,5% aan per 1 april 2013 en de premie-opslag ging omhoog van 1% naar 3% met terugwerkende kracht per 1 januari 2012. Op 1 februari 2013 maakte het ABP bekend dat de pensioenen per 1 april 2013 voor het eerst in zijn bestaan zouden worden verlaagd met een 0,5%. Deze korting gold voor alle deelnemers. Op 1 april 2013 stond de dekkingsgraad op 101%, waardoor het ABP weer mag meewerken aan het systeem van waarde-overdracht tussen de pensioenfondsen. Op 29 mei maakte het pensioenfonds bekend dat er nog steeds een tweede korting dreigde. Op 30 januari 2014 maakte ABP bekend dat per 1 april 2014 de eerdere korting wordt teruggedraaid vanwege de gestegen dekkingsgraad naar 105,9 per ultimo.

#### Nieuwe Financieel Toetsingskader (nFTK) per 2015
De dekkingsgraad van het ABP daalde van 101,1% op 31 december 2014 naar 97,1% op 1 januari 2015 als een gevolg van het nFTK dat pensioenfondsen op een andere wijze buffers doet berekenen. Een ‘beleidsdekkingsgraad’ is ingevoerd, dit is het gemiddelde van de dekkingsraden over de laatste twaalf maanden. De ‘oude’ dekkingsgraad, die tot eind 2014 werd gebruikt, was een momentopname van de financiële positie aan het einde van de maand. Door deze ontwikkeling moest het ABP voor 1 juli 2015 een herstelplan indienen. Op 30 juni diende ABP het herstelplan in uitgaande van een Vereist Eigen Vermogen van inmiddels 128%.

### Ontwikkeling kapitaal, premies en uitkeringen vanaf 2004
| Jaar | Belegd vermogen (× € miljard) | Dekkings- graad | Premie (OP/NP) | Premie- inkomsten (× € miljard) | Beleggings- resultaat (× € miljard) | Indexatie pensioenen | Uitkeringen (× € miljard) | Rekenrente ultimo |
| ---- | ----------------------------- | --------------- | -------------- | ------------------------------- | ----------------------------------- | -------------------- | ------------------------- | ----------------- |
| 2004 | 168                           | 121%            |                | 5,8                             |                                     | 0                    | 5,3                       | 4% (vast)         |
| 2005 | 190                           | 120%            |                | 6,7                             |                                     | 0                    | 5,5                       | 3,70%             |
| 2006 | 208                           | 133%            | 19,4%          | 6,5                             |                                     | 0,17%                | 6,0                       | 4,25%             |
| 2007 | 216                           | 140%            | 19,6%          | 6,7                             | 7,4                                 | 2,82%                | 6,5                       | 4,85%             |
| 2008 | 173                           | 90%             | 20%            | 7,2                             | − 44,1                              | 2,05%                | 6,9                       | 3,6%              |
| 2009 | 208                           | 104%            | 21%            | 7,36                            | 34,9                                | 0                    | 6,9                       | 3,9%              |
| 2010 | 237                           | 105%            | 20,3%          | 7,8                             | 27,9                                | 0,28%                | 7,2                       | 3,5%              |
| 2011 | 246                           | 94%             | 21,9%          | 8,1                             | 7,5                                 | 0                    | 7,7                       | 2,52%             |
| 2012 | 281                           | 96,6%           | 25,4%          | 8,9                             | 33,7                                | 0                    | 8,2                       | 2,43%             |
| 2013 | 300                           | 105,9%          | 21,6%          | 9,9                             | 17,5                                | −0,5%                | 9,9                       | 2,75%             |
| 2014 | 344                           | 101,1%          | 19,6%          | 8,4                             | 43,5                                | 0,5%                 | 9,4                       | 1,85%             |
| 2015 | 351                           | 97,2%           | 18,7%          | 7,6                             | 9,4                                 | 0                    | 9,9                       | 1,67%             |
| 2016 | 382                           | 96,7%           | 17,8%          | 7,8                             | 33,0                                | 0                    | 10,3                      | 1,32%             |
| 2017 | 409                           | 104,4%          | 21,1%          | 9,1                             | 28,7                                | 0                    | 10,7                      | 1,48%             |
| 2018 | 399                           | 97,1%           | 21,9%          | 10,3                            | −9,3                                | 0                    | 11,1                      | 1,39%             |
| 2019 | 466                           | 97,8%           | 22,9%          | 11,0                            | 66,9                                | 0                    | 11,6                      | 0,74%             |
| 2020 | 495                           | 93,5%           | 22,4%          | 11,7                            | 30,6                                | 0                    | 12,4                      | 0,19%             |
| 2021 | 552                           | 110,6%          | 24,4%          | 12,7                            | 56,3                                | 0                    | 12,9                      | 0,57%             |
| 2022 | 459                           | 110,9%          | 24,4%          | 13,0                            | −96,6                               | 2,39%                | 13,7                      | 2,57%             |
| 2023 | 501                           | 110,5%          | 27,9%          | 14,7                            | 42,6                                | 11,96%               | 16,0                      | 2,31%             |
| 2024 | 542                           | 111,7%          | 27,0%          | 15,6                            | 41,7                                | 3,03%                | 17,0                      | 2,12%             |
| 2025 |                               |                 |                |                                 |                                     | 1,84%                |                           |                   |

Het bruto pensioen werd per 1 juli 2022 met 2,39% verhoogd, met terugwerkende kracht tot 1 januari 2022. Dit laatste resulteert in een eenmalige nabetaling in juli van bruto 14,34% van het oude bruto maandbedrag. Het werd per 1 januari 2023 met 11,96% verhoogd en per 1 januari 2024 met 3,03%. Per 1 januari 2025 werd het verhoogd met 1,84%.

## Ontwikkeling dekkingsgraad
De dekkingsgraad geeft in één cijfer de verhouding tussen het vermogen van het pensioenfonds en de pensioenverplichtingen aan. Is het quotiënt groter dan 100, dan kan het fonds aan de verplichtingen voldoen, is het lager dan 100 dan is er sprake van onderdekking en kampt het fonds met een potentieel tekort. De dekkingsgraad speelt een belangrijke rol bij de indexatie - zie hieronder - van de pensioenen.
Het jaarverslag van ABP presenteert de ontwikkeling van de dekkingsgraad en vermeld hierbij de belangrijkste factoren die een rol hebben gespeeld. In de onderstaande tabel zijn deze factoren opgenomen sinds 2016. Het rendement op de beleggingen varieert sterk, opvallend is het slechte rendement in 2022, dit resulteerde in een negatief effect op de dekkingsgraad met bijna 20 punten. Dit werd overigens wel gecompenseerd door goede rendementen en daarmee positieve bijdragen aan de dekkingsgraad in 2021 en 2023. De andere belangrijke factor is de verandering van de rentetermijnstructuur, dit is de rente waartegen de toekomstige pensioenverplichtingen worden verdisconteerd. Stijgt de rente dan daalt de verplichting op de balans, zie 2022, en daalt de rente dan stijgt de pensioenverplichting. Een verbetering van de pensioengrondslagen heeft een negatief effect op de dekkingsgraad en dit geldt ook voor de indexatie. In beide gevallen worden de pensioenuitkeringen verhoogd en stijgt de pensioenverplichting. Bij de overige effecten valt het jaar 2022 op, hier was sprake van andere berekeningsmethodiek voorgeschreven door DNB.
| Omschrijving                          | 2016 | 2017  | 2018  | 2019  | 2020  | 2021  | 2022  | 2023  | 2024  |
| ------------------------------------- | ---- | ----- | ----- | ----- | ----- | ----- | ----- | ----- | ----- |
| Dekkingsgraad begin jaar              | 97,2 | 96,7  | 104,4 | 97,1  | 97,8  | 93,5  | 110,6 | 110,9 | 110,5 |
| Rendement op de beleggingen           | 9,2  | 7,3   | −2,3  | 16,4  | 6,4   | 10,7  | −19,5 | 10,0  | 8,9   |
| Mutatie van de rentetermĳnstructuur   | −7,9 | 1,2   | −4,1  | −13,1 | −11,4 | 6,5   | 48,0  | −3,6  | −2,2  |
| Aanpassing grondslagen verplichtingen | −0,5 | 0,0   | −0,6  | 0,1   | 2,8   | 0,5   | −0,6  | 0,0   | −0,1  |
| Indexatie                             | 0,0  | 0,0   | 0,0   | 0,0   | 0,0   | 0,0   | −11,0 | −3,5  | −2,1  |
| Overige effecten                      | −1,3 | −0,8  | −0,3  | −2,7  | −2,1  | −0,6  | −16,6 | −3,3  | −3,3  |
| Dekkingsgraad einde jaar              | 96,7 | 104,4 | 97,1  | 97,8  | 93,5  | 110,6 | 110,9 | 110,5 | 111,7 |

## Pensioenen
Het ABP biedt een inkomen bij:
- ouderdomspensionering:
  - Voor wie geboren is voor 1950 is er de aflopende regeling van FPU, gevolgd door ABP OuderdomsPensioen
  - Voor wie geboren is na 1949 is er ABP KeuzePensioen, zie onder.
- arbeidsongeschiktheid: ABP ArbeidsongeschiktheidsPensioen (AAOP) - aanvulling op de WIA, verving per 1 januari 2007 voor nieuwe gevallen het ABP InvaliditeitsPensioen (IP) en de Herplaatsingstoelage (HPT).
- overlijden: ABP NabestaandenPensioen, bestaande uit partnerpensioen en wezenpensioen. Het partnerpensioen is een levenslange uitkering aan de partner na overlijden van de deelnemer of gepensioneerde. Indien het niet gaat om een huwelijk of geregistreerd partnerschap moet het gaan om samenwonen en een notarieel gesloten samenlevingscontract, en mag de partner geen ouder, grootouder, overgrootouder, kind, kleinkind of achterkleinkind zijn van de deelnemer of gepensioneerde. Bij dit samenwonen moeten beide partners ouder zijn dan 18 jaar. In alle gevallen is een voorwaarde voor partnerpensioen dat de deelnemer de partner heeft vóór het bereiken van de AOW-leeftijd.[55]

Het pensioenreglement gebruikt niet de termen OuderdomsPensioen of KeuzePensioen, maar dit wordt allebei ouderdomspensioen genoemd.

### ABP KeuzePensioen
Artikel 7.3 van de pensioenregeling bepaalt dat de deelnemer of gewezen deelnemer recht heeft op ouderdomspensioen. De deelnemer of gewezen deelnemer heeft recht op ouderdomspensioen op de dag waarop hij de AOW-leeftijd bereikt. Het ouderdomspensioen gaat niet later in dan vijf jaren na de dag waarop hij de AOW-leeftijd bereikt. Artikel 7.4 bepaalt dat de werknemer het ouderdomspensioen eerder kan laten ingaan, maar niet eerder dan op de eerste dag van de maand waarin de leeftijd van 60 jaar bereikt wordt. Artikel 7.6 bepaalt dat als het ouderdomspensioen eerder of later ingaat dan de eerste dag van de maand na die waarin de betrokkene 67 jaar is geworden, het ABP het pensioen verlaagt of verhoogt met toepassing van de factoren, die voor hele jaren zijn opgenomen in bijlage G bij het reglement. Voor een tussenliggende aanvangsleeftijd wordt de factor door lineaire interpolatie bepaald. Bij aanvang van het pensioen op 65-jarige leeftijd levert een maand uitstellen van het pensioen een verhoging van het periodieke bedrag van 0,575% op.
Het is mogelijk om stapsgewijs met pensioen te gaan, het aantal uren dat men per week werkt gaat dan niet in één keer, maar in twee of meer stappen naar nul. Voor het ABP KeuzePensioen geldt: hoe langer de werknemer doorwerkt, hoe hoger zijn pensioen wordt.
Met het KeuzePensioen kan voor een variabele uitkering worden gekozen, het pensioen is dan bijvoorbeeld de eerste jaren hoger dan daarna, of omgekeerd (bijvoorbeeld lager omdat men nog doorwerkt, of hoger omdat het huis nog niet is afbetaald, of om een periode zonder AOW te overbruggen, zie ook hieronder). De totale hoeveelheid opgebouwd pensioenkapitaal blijft wel gelijk (met dien verstande dat een werknemer die deels stopt met werken nog wel pensioen opbouwt over de uren die hij werkt), dus een variabele uitkering is een deel van de tijd hoger en een deel van de tijd lager dan een vaste uitkering zou zijn. Het lagere pensioen mag niet lager zijn dan 75% van het hogere (excl. het deel dat het gemis aan AOW compenseert).
Deelnemers van het ABP die geen partner hebben of een partner hebben die zelf een pensioen heeft opgebouwd, kunnen hun nabestaandenpensioen inruilen voor een hoger ouderdomspensioen (zie hierna).
Op de website van het ABP, MijnABP, kan de deelnemer pensioenvoorstellen genereren. Bij gelijkblijvend pensioen kan men als ingangsdatum kiezen de eerste van enige toekomstige maand, maar niet meer dan 5 jaar na de AOW-leeftijd. Het bedrag wordt dan berekend. Bij een keuze vooraf om op zekere datum het pensioenbedrag te wijzigen zijn er drie parameters: de aanvangsdatum, de wijzigingsdatum en het eerste bedrag. Het tweede bedrag wordt dan berekend. De wijzigingsdatum kan de eerste van enige maand tussen de aanvangsdatum en de 75-jarige leeftijd zijn, of de exacte datum van het bereiken van de AOW-leeftijd, als die na de aanvangsdatum ligt.

### Samenhang AOW
Pensioen is in principe een aanvulling op de Algemene Ouderdomswet (AOW), maar kan eerder of later ingaan. De AOW start op de AOW-leeftijd. Iemand die kiest voor stoppen met werken en ingaan van het pensioen ná de AOW-leeftijd, krijgt toch vanaf de AOW-leeftijd AOW, dit komt boven op het salaris dat hij dan nog verdient. Omgekeerd geldt dat als iemand kiest voor stoppen met werken en ingaan van het pensioen vóór de AOW-leeftijd, hij niet alleen een lager pensioen krijgt dan bij ingaan van het pensioen op de AOW-leeftijd, maar ook nog geen AOW - dit kan dus veelal alleen als de betrokkene spaargeld heeft waarop hij kan interen. Daarnaast is een van de toepassingen van de bovenvermelde variabele uitkering een hogere uitkering tot de AOW-leeftijd, ter compensatie van het ontbreken van AOW.
Als men een uitkering heeft die gekort wordt bij het ontvangen van pensioen, bijvoorbeeld volgens de overbruggingsuitkering AOW, door het ABP 'SVB-regeling' genoemd, kan het onvoordelig zijn het pensioen al tijdens de uitkeringsperiode te laten ingaan.

### Pensioengevend inkomen en franchise
Het zogenaamd pensioengevend inkomen is het voltijdse bruto jaarloon tot een maximum, 2024: € 137.800. Het echte bruto-inkomen kan minder zijn bijvoorbeeld omdat iemand in deeltijd werkt of op dat moment werkloos is. De premiegrondslag is het deel van het pensioengevend inkomen waarover pensioenpremie wordt betaald, dit is het pensioengevend inkomen minus de franchise. De franchise is afhankelijk van het pensioengevend inkomen, bij een pensioengevend inkomen van € 51.765 of minder is de franchise € 14.050 en anders € 17.550. Omdat iedereen die in Nederland woont een AOW-uitkering krijgt, hoeven werknemers over dat deel van het salaris geen pensioen op te bouwen.
Tot 1986 was er een systeem van "inbouw" van AOW, met per opbouwjaar een verrekening van 2% van de AOW-uitkering. Sinds 1986 wordt het franchisesysteem toegepast. In de periode 1986-1994 was er een gehuwdenfranchise van 2,5% van de AOW-uitkering van twee gehuwden samen, en een lagere ongehuwdenfranchise (ook van toepassing op een gehuwde vrouw) van 2,5% van de AOW-uitkering van een alleenstaande. Sinds 1995 is de franchise niet meer afhankelijk van de burgerlijke staat, voor iedereen wordt de ongehuwdenfranchise gehanteerd. Gehuwden zijn dus over een groter deel van hun salaris premie gaan betalen.

### Pensioenpremie
Voor de bepaling van de premie wordt van het pensioengevend inkomen (zie boven) de franchise afgetrokken. Dit bedrag is de basis voor de pensioenpremie, de zogenoemde premiegrondslag.
De premie wordt betaald over de periode in een jaar dat iemand deelnemer van een fonds is. Werkt iemand een half jaar, dan betaalt hij ook een half jaar premie vermenigvuldigd met de deeltijdfactor, werkt iemand 50% dan betaalt hij ook maar 50%. Bij werkloosheid wordt de premie vermenigvuldigd met de factor 0,5 bij een ontslaguitkering (wachtgeld) (je betaalt dan dus de helft), of de factor 0,375 bij een WW-uitkering, al of niet met aanvullende en/of aansluitende uitkering. Overeenkomstig deze factoren wordt het jaar meegeteld bij de bepaling van de pensioengeldige tijd.
Werkenden, ook degenen die niet meer van de FPU-regeling gebruik kunnen maken, moeten nog wel overgangspremie VPL betalen voor de werknemers die nog wel met de FPU kunnen. De overgangspremie VPL wordt vanaf 1 januari 2014 volledig betaald door de werkgever. De werkgever heeft de betaling overgenomen, daar staat tegenover dat de werknemer vanaf die datum verhoudingsgewijs meer pensioenpremie betaalt. Tot 1 januari 2014 betaalde de werknemer 30% van zijn eigen pensioenpremie, 70% kwam voor rekening van de werkgever. Na 1 januari 2014 is dit 65,7% voor de werkgever en 34,3% voor de werknemer. Vanaf 1 januari 2016 worden er geen FPU-uitkeringen meer uitbetaald, de betaling van de overgangspremie VPL liep door tot 1 januari 2023.
Op 1 april 2012 was de pensioenpremie ABP KeuzePensioen - ouderdomspensioen/nabestaandenpensioen (OP/NP) inclusief tijdelijke herstelopslag 24,1%, de Anw-compensatie 0,3% en de overgangspremie VPL (zonder franchise) 3,9%. De premies worden betaald door werkgever en werknemer samen. De verdeling is als volgt: van de premie OP/NP betaalt de werkgever 70% en de werknemer 30%, van de Anw-compensatie betaalt de werkgever 25% en de werknemer 75% en van de overgangspremie VPL betaalt de werkgever 40% en de werknemer 60%. In 2018 was de premie ABP KeuzePensioen - OP / NP 22,9%, waarvan 16,03 %-punt (70%) voor de werkgever, en 6,87 %-punt (30%) voor de werknemer.

### Pensioenopbouw
De pensioenopbouw per uitkeringsjaar is in een opbouwjaar een percentage (sinds 1 januari 2015 is het opbouwpercentage afhankelijk van de hoogte van het pensioengevend inkomen; het varieert van 1,701% tot 1,875% op basis van een ingangsdatum gelijk aan de dag dat de AOW-leeftijd wordt bereikt) van de premiegrondslag, vermenigvuldigd met de pensioengeldige tijd in dat opbouwjaar en de meetelwaarde, normaal 1, maar bijvoorbeeld lager bij pensioenopbouw tijdens arbeidsongeschiktheid of werkloosheid. Het pensioen per uitkeringsjaar is de totale pensioenopbouw over alle opbouwjaren (middelloonsysteem). Bij een andere pensioneringsleeftijd wordt het pensioen met een factor vermenigvuldigd, variërend van een factor kleiner dan 1 bij een eerdere pensioneringsleeftijd tot een factor groter dan 1 bij een latere. Als in het eerste geval gekozen wordt voor een pensioen dat voor het ingaan van de AOW-uitkering hoger is dan daarna dan is de factor eerst hoger en later lager dan bij een gelijkblijvend bedrag.
Zoals gezegd, tot 1986 was er een systeem van "inbouw" van AOW, en sindsdien het franchisesysteem, echter met in de periode 1986-1994 een gehuwdenfranchise en een lagere ongehuwdenfranchise. Voor zover een pensioen dat nu en/of in de toekomst wordt ontvangen in die perioden is opgebouwd wordt nog rekening gehouden met die systemen, met als gevolg dat het pensioen van een ongehuwde hoger is dan van een gehuwde, de eerste krijgt een 'aanvulling voor alleenstaanden', niet te verwarren met de verhoging omdat verzekering van nabestaandenpensioen niet van toepassing is. Daarbij gaat het om de burgerlijke staat ten tijde van de uitkering van de pensioentermijn. Het kan dus zijn dat men de hoge pensioenpremie voor alleenstaanden heeft betaald en het lage pensioen voor gehuwden krijgt, of omgekeerd. Ook bij verandering van burgerlijke staat na aanvang van het pensioen verandert het pensioen dienovereenkomstig. Als bijvoorbeeld een AOW-gerechtigde met aanvullend ABP-pensioen gaat samenwonen met iemand met alleen AOW gaat niet alleen de AOW-uitkering van beiden omlaag, maar ook het pensioen.
Als pensioenrekenleeftijd wordt de wettelijke pensioenrichtleeftijd gehanteerd. Bij wijziging daarvan worden bestaande aanspraken omgerekend.
Het genoemde systeem van pensioenopbouw, onafhankelijk van leeftijd, is relatief ongunstig voor jongeren, gunstig voor het ABP ten aanzien van jongeren, omdat de relatieve aangroei door indexering gemiddeld minder is dan het gemiddeld door het ABP behaalde rendement op het vermogen, en omdat er ook een sterftekans is tussen opbouw en pensionering.

### Afzien van nabestaandenpensioen
Iemand die bij pensionering of gedeeltelijke pensionering geen partner heeft, krijgt een toeslag, de verhoging, niet te verwarren met wat 'aanvulling' wordt genoemd, omdat het ABP NabestaandenPensioen niet van toepassing is. Hetzelfde geldt voor wie bij pensionering met toestemming van de partner definitief afziet van dit nabestaandenpensioen, bijvoorbeeld omdat de partner zelf een goed pensioen heeft opgebouwd. Inruil van het nabestaandenpensioen voor een hoger ouderdomspensioen is alleen voor zover het pensioen is opgebouwd vanaf 1 juli 1999. De toeslag bedraagt 12% over het van 1 juli 1999 tot 1 januari 2004 opgebouwde pensioen en 6% over hetgeen daarna is opgebouwd. In geval van pensionering vóór de AOW-leeftijd blijft nabestaandenpensioen dat niet kon worden ingeruild van belang voor als een alleenstaande vóór de AOW-leeftijd alsnog een partner krijgt.

## Voorwaardelijke indexatie
Het beleid van het ABP omvat de ambitie om de pensioenen bestendig en volledig te indexeren. Het inhalen van in het verleden niet verleende volledige indexatie is onderdeel van die ambitie. Bestendig en volledig indexeren betekent dat het jaarlijks pensioenbedrag en de aanspraak op pensioen van een gewezen deelnemer wordt aangepast overeenkomstig de algemene bezoldigingswijzigingen van het overheidspersoneel. Dit gebeurt voor zover de financiële positie van het fonds dit mogelijk maakt.
Door de kredietcrisis zijn er grote beleggingsverliezen geleden, terwijl bovendien de rente is gedaald. Daarom vond er in 2009 geen indexatie plaats. In 2010 bedroeg de indexatie 0,28%. In 2011 en 2012 was de indexatie wederom 0%. Tot 2013 mochten pensioenfondsen indexeren als de dekkingsgraad 105% of hoger was. Vanaf 2013 indexeren pensioenfondsen pas als de dekkingsgraad boven de 110% uitkomt.
Er is vanaf 1 januari 2016 volgens een tussen drie centrales van overheidspersoneel en werkgevers in de publieke sector bereikt onderhandelingsresultaat, indexeringsambitie van het ouderdomspensioen op basis van prijsinflatie in plaats van looninflatie. De gemiste indexatie was op 31 maart 2020 al tot 19,1% opgelopen.